# Thủ tướng Latvia
Thủ tướng Latvia (tiếng Latvia: Ministru prezidents) là thành viên cao cấp nhất chính phủ Latvia và cũng là người đứng đầu nội các Latvia. Vị trí thủ tướng này được đề cử bởi tổng thống, tuy nhiên người được đề cử phải nhận được sự tán thành từ đa số các thành viên quốc hội Latvia (Saeima).
Dưới đây là danh sách các thủ tướng Latvia hoặc các chức vụ tuơng đuơng trong khoảng thời gian từ năm 1918 tới nay.
Theo tiếng Latvia, tên chức vụ này được dịch ra là Bộ trưởng-Thủ hiến. Tuy có một vài chức vụ tuơng đượng như vậy khi phiên dịch từ một số ngôn ngữ châu Âu, tuy nhiên báo chí ở Việt Nam vẫn sử dụng tên gọi Thủ tướng khi gọi tên về người đứng đầu chính phủ tại đây.

## Danh sách